# Montereggio
Montereggio és un petit poble d'origen medieval, situat a Lunigiana, territori històric d'Itàlia i més precisament al municipi de Mulazzo, província de Massa i Carrara, posat en un turó, en una posició estratègica ja que es troba a prop del Passo dei Casoni que connecta la Val di Magra. a la Val di Vara, a la Via Francígena i a la mar Lígur. La importància estratègica d'aquest lloc queda palesa per la seva representació a la galeria de mapes dels museus del Vaticà.
A la plaça principal del poble s'alça el Palazzo dei Marchesi Malaspina, testimoni de la família noble de Massa que va dominar durant segles el feu de Mulazzo i tota la Lunigiana.